# 金無英
金 無英（キム・ムヨン、韓国語：김무영、1985年11月22日 - ）は、韓国・釜山広域市出身の元プロ野球選手（投手、右投右打）、コーチ。

## 来歴・人物

### ドラフト指名まで
中学校卒業後、テレビで見た日本の高校野球にあこがれ山口県の私立早鞆高校へ野球留学。第一経済大学（在学中に福岡経済大学へ改称。現・日本経済大学）に進学後はチーム初優勝を経験し、大学選手権でも登板している。プロ野球ドラフト会議の指名候補にも上ったが、肩を痛めたために指名を受けることはできなかった。
その後、四国・九州アイランドリーグの福岡レッドワーブラーズのトライアウトに合格し入団。2008年シーズン当初は故障のため出遅れたが、復帰後は抑えに定着。35試合に登板し17セーブ、防御率0.41という好成績を残した。福岡レッドワーブラーズでは監督の森山良二にプロとしての姿勢を教えられ、「福岡レッドワーブラーズには本当に感謝している」と取材で述べている。
10月30日のドラフト会議で福岡ソフトバンクホークスに6位で指名され入団。ホークスは意中の球団であった。韓国籍であるが、日本の高校・大学に通っていたので外国人枠から外されており、登録上は日本人選手扱いとなっている。

### NPB球団入団後
2009年4月に日本人女性と結婚（現在は離婚している）。右肩の炎症で公式戦には出遅れたが、7月17日の千葉ロッテマリーンズ戦（千葉マリンスタジアム）の救援登板で一軍デビューを果たした。しかし、一軍公式戦への登板はこの1試合だけで2010年には登板機会がなかった。
2011年には9試合に登板。防御率2.35を記録した。シーズン終了後の11月から12月下旬まではチームメイトの柳田悠岐・川原弘之と共に、プエルトリコのウィンターリーグへ派遣されている。
2012年は、公式戦の開幕を一軍で迎えると主にビハインドの場面で中継ぎとして自己最多の29試合に登板した。6月23日の対北海道日本ハムファイターズ戦（福岡Yahoo! JAPANドーム）では、3点ビハインドの8回表無死から登板。1イニングを3者連続三振で無失点に抑えると、8回裏にチームが逆転して勝利したため、一軍での初勝利を挙げた。
2013年には、5月9日の対オリックス・バファローズ戦（ほっともっとフィールド神戸）戦で1点リードの9回裏2死満塁から登板、クローザーのブライアン・ファルケンボーグによる川端崇義への頭部死球（危険球宣告による退場）を受けての緊急登板だったが自身の押し出し四球で同点に追い付かれると、山本和作に生涯初のサヨナラ安打を許した。同月15日の出場選手登録抹消後は、約3ヶ月にわたって二軍で調整。9月5日の対日本ハム戦（東京ドーム）では、一軍の先発投手不足を背景に一軍初先発を果たした。この登板では、金が2回裏まで投げた後に3回裏から継投策に入ることを予定していたという。しかし実際には、初回に4点の援護を受けたにもかかわらず1回3分の2を投げただけで6点を失って敗戦投手になった。一軍公式戦全体では、この試合での先発を除いて、中継ぎで22試合に登板している。
2014年には、自身2年振りの開幕一軍入りを果たすと一軍公式戦25試合に登板した。8月11日の対日本ハム戦（福岡ヤフオク!ドーム）での救援で自身2年振りの勝利を挙げるなど、1勝2ホールドを記録した。一軍のパシフィック・リーグ優勝で迎えたポストシーズンには、阪神タイガースとの日本シリーズへの出場資格を得たものの、登板の機会はなかった。
2015年には3月上旬に右肘を痛めたが、4月23日に香川オリーブガイナーズとの三軍戦で実戦に復帰した。しかし、一軍公式戦への登板機会はなく10月4日に球団から戦力外通告を受けた。11月12日から、入団テストを兼ねて東北楽天ゴールデンイーグルスの秋季キャンプに参加。同月15日の紅白戦終了後、一軍監督・梨田昌孝から合格が発表された。12月7日、コボスタ宮城敷地内の「イーグルスドーム」において同じく秋季キャンプでの入団テストで合格した栗原健太（前・広島東洋カープ）、川本良平（前・ロッテ）、山内壮馬（前・中日ドラゴンズ）との合同で入団会見を行った。背番号はソフトバンク時代と同じ61。
2016年は、移籍した楽天でも一軍でわずか2試合の登板にとどまり、10月1日に球団より戦力外通告を受けた。12月2日、自由契約公示された。

### 指導者時代
2017年1月10日、同年よりベースボール・チャレンジ・リーグに参入する栃木ゴールデンブレーブスのコーチに就任した。2シーズン務め、2019年1月17日に前シーズンでの退任が発表された。
2019年2月5日に学生野球資格を回復し、同年より2022年まで環太平洋大学硬式野球部のコーチを務めた。
2023年からは、母校の日本経済大学でコーチを務めている。

## 選手としての特徴
オーバースローから最速147km/hのストレートとカットボール・ナックルカーブ・フォークボールを投げる。

## 詳細情報

### 年度別投手成績
| 年 度     | 球 団        | 登 板 | 先 発 | 完 投 | 完 封 | 無 四 球 | 勝 利 | 敗 戦 | セ 丨 ブ | ホ 丨 ル ド | 勝 率 | 打 者 | 投 球 回 | 被 安 打 | 被 本 塁 打 | 与 四 球 | 敬 遠 | 与 死 球 | 奪 三 振 | 暴 投 | ボ 丨 ク | 失 点 | 自 責 点 | 防 御 率 | W H I P |
| --------- | ------------ | ----- | ----- | ----- | ----- | -------- | ----- | ----- | -------- | ----------- | ----- | ----- | -------- | -------- | ----------- | -------- | ----- | -------- | -------- | ----- | -------- | ----- | -------- | -------- | ------- |
| 2009      | ソフトバンク | 1     | 0     | 0     | 0     | 0        | 0     | 0     | 0        | 0           | ----  | 5     | 1.0      | 1        | 0           | 1        | 0     | 0        | 1        | 0     | 0        | 1     | 1        | 9.00     | 2.00    |
| 2011      | ソフトバンク | 9     | 0     | 0     | 0     | 0        | 0     | 0     | 0        | 0           | ----  | 61    | 15.1     | 9        | 1           | 3        | 0     | 2        | 17       | 0     | 0        | 5     | 4        | 2.35     | 0.78    |
| 2012      | ソフトバンク | 29    | 0     | 0     | 0     | 0        | 1     | 1     | 0        | 3           | .500  | 132   | 31.1     | 31       | 1           | 7        | 0     | 0        | 28       | 2     | 0        | 10    | 6        | 1.72     | 1.21    |
| 2013      | ソフトバンク | 23    | 1     | 0     | 0     | 0        | 0     | 1     | 0        | 0           | .000  | 130   | 31.0     | 28       | 2           | 16       | 0     | 0        | 27       | 0     | 0        | 12    | 12       | 3.48     | 1.42    |
| 2014      | ソフトバンク | 25    | 0     | 0     | 0     | 0        | 1     | 0     | 0        | 2           | 1.000 | 130   | 31.2     | 28       | 3           | 8        | 0     | 0        | 23       | 3     | 0        | 15    | 12       | 3.41     | 1.14    |
| 2016      | 楽天         | 2     | 0     | 0     | 0     | 0        | 0     | 0     | 0        | 1           | ----  | 8     | 2.0      | 1        | 1           | 1        | 0     | 0        | 1        | 0     | 0        | 1     | 1        | 4.50     | 1.00    |
| 通算：6年 | 通算：6年    | 89    | 1     | 0     | 0     | 0        | 2     | 2     | 0        | 6           | .500  | 466   | 112.1    | 98       | 8           | 36       | 0     | 2        | 97       | 5     | 0        | 44    | 36       | 2.88     | 1.19    |

### 記録
NPB
- 初登板：2009年7月17日、対千葉ロッテマリーンズ10回戦（千葉マリンスタジアム）、8回裏に3番手で救援登板・完了、1回1失点
- 初奪三振：同上、8回裏に西岡剛から空振り三振
- 初ホールド：2012年4月26日、対埼玉西武ライオンズ6回戦（
福岡Yahoo! JAPANドーム）、6回表に2番手で救援登板、1回無失点
- 初勝利：2012年6月23日、対北海道日本ハムファイターズ8回戦（福岡Yahoo! JAPANドーム）、8回表に4番手で救援登板、1回無失点3奪三振
- 初先発登板：2013年9月5日、対北海道日本ハムファイターズ19回戦（東京ドーム）、1回2/3を6失点で敗戦投手

### 独立リーグでの投手成績
| 年 度     | 球 団     | 登 板 | 勝 利 | 敗 戦 | セ 丨 ブ | 投 球 回 | 奪 三 振 | 四 球 | 死 球 | 三 振 率 | 防 御 率 |
| --------- | --------- | ----- | ----- | ----- | -------- | -------- | -------- | ----- | ----- | -------- | -------- |
| 2008      | 福岡      | 35    | 2     | 0     | 17       | 43.2     | 63       | 13    | 0     | 12.98    | 0.41     |
| 通算：1年 | 通算：1年 | 35    | 2     | 0     | 17       | 43.2     | 63       | 13    | 0     | 12.98    | 0.41     |

### 背番号
- 19 （2008年）
- 61 （2009年 - 2018年）

### 登場曲
- 「民衆の乱（ミンチョエ ナン）」MC Sniper （2009年 - ）